# مدينة الجهراء الطبية
مدينة الجهراء الطبية أو مستشفى الجهراء الجديد، مستشفى عام كويتي، وُضِع حجر الأساس لإنشائه في عام 2013، ثم في نهاية عام 2015 أحيل المشروع إلى الديوان الأميري الكويتي ليتولى تنفيذه بطلب من أمير الكويت الشيخ صباح الأحمد الجابر الصباح، بعد أن تعذر إنشاؤه لسنوات، حتى انتهى الديوان من أعمال بنائه في 2018 وأفتتح بحفل رعاه الأمير صباح في 2 يوليو 2018. وفي 26 يوليو 2021 أعلن وزير الصحة باسل حمود الصباح استكمال انتقال كل الأقسام الطبية والمساندة والإدارية من مستشفى الجهراء القديم إلى «مدينة الجهراء الطبية»، استكمالا لجهود تشغيل المدينة. تمتد المدينة الطبية على مساحة 235000 م2 وبمساحة بناء إجمالية تبلغ 724000 م2، وهو مجهز بأحدث الأجهزة الطبية ومستلزماتها. والمستشفى هو الأعلى من حيث السعة السريرية على مستوى الكويت بـ1234 سريرًا، منها 156 سرير عناية مركزة، ويضم 180 عيادة طبية و36 جناح عمليات، إلى جانب غرف عمليات هجينة مزودة بأجهزة التصوير الطبي، ونظام أنبوب النقل الهوائي والصيدلية الآلية.